# Trecchina
Trecchina est une commune italienne d'environ 2 000 habitants située dans la province de Potenza, dans la région Basilicate, en Italie méridionale.

## Géographie

### Hameaux
Trecchina possède 4 hameaux (frazioni) : Maurino, Parruta, Piano dei Peri, Ronzino.

### Communes limitrophes
Les communes limitrophes sont Lauria, Maratea, Nemoli, Rivello et Tortora.

## Administration
| Période                                  | Période | Identité | Étiquette | Qualité |
| ---------------------------------------- | ------- | -------- | --------- | ------- |
|                                          |         |          |           |         |
| Les données manquantes sont à compléter. |         |          |           |         |